# 金特·尼姆茨
金特·尼姆茨（Günter Nimtz，生于1936年）是一位德国物理学家，任职于德国的科隆大学第二物理学会。他曾经研究窄间隙半导体和液晶，并参与了一些关于生物系统中非电离电磁辐射的跨学科研究。他因声称发现粒子在量子穿隧效應可以超越光速而获得了国际知名度。

## 學術生涯
目前在海德堡大學從事物理和電氣工程的研究,畢業於維也納大學並且在1983年成為科隆大學物理學教授.在2001年取得榮譽學位.2004年他訪問上海大學和北京大學.從2001年到2008年，他在科布倫茨大學教學和做基礎研究.

## 工業上研究和發展情況
Günter Nimtz和Achim Enders在1993年發明了一種新型吸收電磁波暗房。他是一個10奈米厚的金屬模組成，放置在不可燃的錐體載體。與傳統的碳泡沫吸收器相比，它是無毒，不可燃和與環保。
吸收劑成分是法蘭克尼亞公司的全球專利。
Günter Nimtz是拜耳,萊茵金屬公司,默克公司,達姆施塔特和德國意昂集團的顧問。在2002年和2007年之間，他是歐姆康公司監事會的成員。此外，他也是一個身障基金會副總裁。

## 實驗室與超光速量子隧道
Günter Nimtz和他的合作者一直在研究這個項目，因為1992年他們使用微波裝置做為實驗項目，無論是通過網絡傳送的兩個空格分隔棱鏡或通過頻率過濾後的波段。在1994年Günter Nimtz和Horst Aichmann的的進行了隧道試驗Günter Nimtz後指出，使用調頻（FM）載波運的效果比光速還快了4.7倍，他們在惠普實驗室的量子試驗隧道中傳送莫扎特的第40號交響曲.
兩位教授在2006年發表的一篇論文。Alfons Stahlhofen和Günter Nimtz發表一個實驗，對一對棱鏡送一束微波。一些間隙漏出的光在內部全反射角度出現一個漸逝波。因為靠近第一棱鏡的第二棱鏡,發射和反射波到達檢測器在同一時間，也穿過的間隙距離，儘管透射光。這是快於傳輸信息。
Günter Nimtz和他的同事使用了上面的阻擋方式觀察到穿越時間，而內部阻擋為零。

## 科學上的質疑，與他的解釋
Herbert Winful認為問題出在 Nimtz本身的解釋，因為根據文章當中已經遠離了狹隘相對論，然而現實中Nimtz則提出一個簡單的實驗方法做為確認。
特別是量子力學中導引模式的傳播，是一個高精準度和方程式與時間的方法理論。
所以他認為他沒有觀察到光速轉換中流失的能量並且反應在兩種現象當中。
Aephraim M。 Steinberg of the University of Toronto也表示Nimtz沒有證明因果關係上的衝突。當中使用了一個經典的比喻：假設火車速率70公里，然後汽車速率60公里，行駛中火車每節車廂的速率皆等於70公里都大於汽車的速率，所以每個節車廂速率皆大於汽車速率。
所以他認為：用火車來比喻超光速的穿越，所以這是一個重組的參數序列，這種說法實際上並不支透過實驗或模擬去證明，這實際上說明，發射脈衝入和射脈衝具有相同的長度和形狀。
相反，傳輸上延遲是不實際的脈衝傳輸時間，空間長度必須大於屏障的長度，以便光譜通過。
但是，而不是存儲在內部屏障形成的駐波能量的壽命。
認為量子隧道不違反相對論的因果關係的概念，Nimtz的實驗(被認為在本質上是純粹的古典物理)

## Nimtz的解釋
他認為，信號的形狀和頻譜分析已經證明，超光速的信號速度已經有辦法測量，隧道是一個和唯一觀察到的違反狹義相對論。畢竟，他們聲稱，一般都可以解釋虛光子隧道，奇異粒子，由Richard Feynman和顯示的模式,by Ali and by Cargnilia and Mande.
在這個意義上是很常見的，最終隧道穿越時間總是符合維格納階段的時間方法的。Nimtz概述這樣的消逝模式只存在於標準區域的能量。
在他最新出版的書中Nimtz再次明確指出，隧道確實面臨狹義相對論和任何其他的論點被認為是不正確的。

## 相關實驗
在瑞士粒子隧道實驗發生在零點時。們的測試涉及隧道的電子在隧越時間認為相對論預測應該在500-600(attoseconds)可以測量24(attoseconds)，這是極精準的測試。
雖然，其他物理學家認為,粒子出現在阻擋層異常短的時間內的隧穿實驗,實際上完全兼容相對雖有分歧的解釋且是否涉及重塑波包或其他效果。

## 結論和未來的研究
20世紀90年代初以來，他的實驗結果雖然已經有據可查，Nimtz解釋這些結果是個具有高度爭議性的話題，其中只有少數研究人員認為正確的。所以研究上零時間的隧道省略了其中的一些引用。